# 글래디스 앤더슨 에머슨
글래디스 루드위나 앤더슨 에머슨(Gladys Ludwina Anderson Emerson, 1903년 7월 1일 – 1984년 1월 18일)은 비타민이 신체에 미치는 영향을 연구한 미국의 역사가, 생화학자 및 영양학자이다. 그녀는 비타민 E를 순수한 형태로 분리한 최초의 사람이었으며 1952년에 가반-올린 메달을 수상했다.

## 어린 시절과 교육
글래디스 앤더슨은 1903년 7월 1일 캔자스 주 콜드웰에서 태어났다. 그녀는 오티스 앤더슨과 루이스 (윌리엄스) 앤더슨의 외동 딸로 텍사스주 포트워스에서 초등학교를 다녔고 오클라호마주 엘 리노에서 고등학교를 다녔다.
그녀는 오클라호마 여성 칼리지에서 화학 및 물리학 학사 학위(BS)와 영문학 문학사 (Artium Baccalaureatus, A.B.) 학위를 받았다. 1926년에 스탠포드 대학교에서 역사 및 경제학 석사 학위를 받았다.
중학교에서 지리와 역사를 가르치면서 학과장이 된 후, 그녀는 버클리 캘리포니아 대학교에서 생화학 및 영양학 펠로우가 되었다. 1932년 그녀는 버클리에서 동물 영양학 및 생화학 박사 학위를 마쳤다. 1932년에 동료인 올리버 허들스톤 에머슨 박사와 결혼했는데 그 직후, 둘 다 독일 괴팅겐 대학교의 박사후 연구원이 되었고 그녀는 노벨상 수상자인 아돌프 오토 라인홀트 빈다우스 및 아돌프 부테난트와 함께 일했다.

## 연구 경력
1933년부터 1942년까지 앤더슨은 버클리에 있는 캘리포니아 대학교의 실험 생물학 연구소의 부연구원으로 허버트 맥린 에반스와 함께 일하였다. 허버트 에반스가 1922년에 비타민 E를 식별하여 명명했지만, 밀 배아유에서 알파-토코페롤를 얻어 비타민 E를 최초로 분리한 이는 글래디스 에머슨이다.  그녀는 1940년에 남편과 이혼했다.
1942년 그녀는 머크 사에서 직원 연구원으로 일하기 시작했고 그곳에서 14년 동안 동물 영양부의 부장 직위까지 올랐다. 그녀는 붉은 털 원숭이에 대하여 연구하면서 비타민 B 복합체를 연구했다. 머크 사에서 그녀는 B6의 억제에 의하여 동맥경화 또는 동맥 경화의 발병에 미치는 영향을 확인했다.
1950년부터 1953년까지 슬론-케터링 연구소에서 일하면서 식습관과 암의 연관성을 연구했다.
1956년에 그녀는 캘리포니아 대학교 로스앤젤레스의 문학 및 과학 대학에서 영양학 교수가 되었다. 1961년에 그녀는 공중 보건 대학의 영양 과학 부서로 옮겨 1962년부터 1970년까지 부회장을 역임했다.
1969년에 리처드 M. 닉슨 대통령은 소비자에게 영향을 미치는 식품 공급에 관한 패널(The White House Conference on Food, Nutrition, and Health)의 부회장으로 에머슨을 임명했다. 1970년에 그녀는 비타민과 미네랄 보충제 및 식품 첨가물에 대한 식품의 식품 의약국 청문회에서 전문가 증인의 역할을 하였다.

## 개인 생활
그녀의 절친한 친구와 동료에 의하면 그녀는 장난꾸러기였다. 동료 칼 폴커스가 머크사에서 차고지 특권을 얻은 직후 늦게까지 일하고 있었는데, 에머슨은 주차 위반 딱지를 받아 나가는 길에 그의 차 앞유리에 붙였다. 폴커스는 새벽 2시에 자기 집에 도착하여 그녀에게 전화를 걸어 장난꾸러기라고 비난했다.
1984년 1월 18일 캘리포니아 산타모니카에서 사망하여, 1984년 1월 24일 오클라호마 주 엘 리노에 있는 부모님 근처에 묻혔다.

## 추가 자료
- Haber, Louis (1979). 《Women pioneers of science》 1판. New York: Harcourt Brace Jovanovich. ISBN 9780152992026.